# 星乃月
星乃 月（ほしの るな、1992年3月9日 - ）は、新潟県出身のAV女優。JETSTREAM所属。

## 略歴・人物
2017年11月、アリスJAPANとマキシングの2社専属女優としてAVデビュー。小柄な人妻AV女優。
AV女優となった動機は、セックスレスとおもちゃを使ってみたかったこと
趣味・特技は料理（特にお菓子作り）、英会話（練習中）。

## 出演作品

### アダルトDVD
2017年
- MADONNA Like a Begin（11月13日、アリスJAPAN）
- 新人 星乃月 〜身長147cmのミニマム人妻、MAXING×アリスJAPANから同時AVデビュー!!〜（11月16日、マキシング）
- 美しき痴女のザーメン搾り（12月13日、アリスJAPAN）
- 欲しがるおクチ、淫らなおクチ 〜星乃月の濃厚凄テクフェラ〜（12月16日、マキシング）

2018年
- 極快感 アナル舐めリフレ（1月13日、アリスJAPAN）
- パイパンぬるぬる高級ソープ（1月16日、マキシング）
- 姉ちゃんが勝手に布団に入ってくる（2月13日、アリスJAPAN）
- 素人ファン参加企画 いきなり欲し～の （3月13日、アリスJAPAN）
- もしもこんな痴女医がいたら（4月13日、アリスJAPAN）
- わたしたちAV女優になりました。～初めてのAVセックス 高画質12本番～ vol.4（8月16日、マキシング）※総集編、他の出演者 桃尻かのん、なるみ杏奈、沙月ひなの、喜多方涼、水鳥文乃 佐々波りの、高井ルナ、白衣ゆき、青山はな、ひばり乃愛、白瀬心乙

### イメージDVD
- Luna 真昼の月、禁断の愛（2018年1月18日、REbecca）